# نرمين زولوتيتش
نرمين زولوتيتش مواليد 7 يوليو 1993 في سراييفو، جمهورية البوسنة والهرسك، هو لاعب كرة قدم بوسني. يلعب كلاعب وسط.

## المسيرة الاحترافية

### أندية لعب لها
- نادي جيلييزنيتشار ساراييفو
- نادي غينت

## روابط خارجية
- نرمين زولوتيتش على موقع الاتحاد الأوربي (الإنجليزية)
- نرمين زولوتيتش على موقع قاعدة بيانات كرة القدم.إي يو (الإنجليزية)
- نرمين زولوتيتش على موقع ناشيونال فوتبول تيمز (الإنجليزية)
- نرمين زولوتيتش على موقع Soccerway.com (الإنجليزية)
- نرمين زولوتيتش على موقع عالم كرة القدم.نت (الإنجليزية)
- نرمين زولوتيتش على موقع AS.com (الإسبانية)